# Woodthorpe (Lincolnshire)
Woodthorpe – przysiółek w Anglii, w Lincolnshire. Leży 12,7 km od Louth, 47,6 km od Lincoln i 199,6 km od Londynu. W latach 1870–1872 miejscowość liczyła 55 mieszkańców.
Woodthorpe jest wspomniana w Domesday Book (1086) jako Endretorp.